# Des que vau marxar
Des que vau marxar  (títol original:  Since You've Been Gone) és un telefilm estatunidenc de comèdia del 1998 dirigit per David Schwimmer sobre el 10è aniversari retrobament d'un grup d'un institut, explicat a través dels ulls d'un doctor que va ser humiliat el dia de la graduació per un llicenciat amic. Ha estat doblada al català.

## Repartiment
A part de Schwimmer, la pel·lícula és protagonitzada per:
- Philip Rayburn Smith: Kevin MacEldowney
- Joy E. Gregory: Mollie Rusk
- Joey Slotnick: Zane Levy
- Teri Hatcher: Maria Goldstein
- Jon Stewart: Todd Zalinsky
- Rachel Griffiths: Sally Zalinsky
- Lara Flynn Boyle: Grace Williams
- Marisa Tomei: Tori
- Amor Jones toca la banda de retrobament.

## Argument
Des que va ser humiliat en públic el dia de la seva graduació, Kevin MacEldowney sent pànic davant la idea d'assistir a la tradicional festa del desè aniversari. Però l'ocasió arriba i haurà d'enfrontar-se als seus antics companys. Descobrirà que deu anys no és suficient temps per oblidar velles ferides, enveges i rivalitats. Tots han canviat, però no han deixat de gaudir amb les bromes pesades.

## Producció
La major part de la pel·lícula va ser rodada al centre de Chicago a l'Hotel Allegro (llavors Bismarck Hotel) així com al Palace Theater on té lloc el retrobament. Algunes parts de la pel·lícula van ser rodades a Palm Spings, Califòrnia.

## Crítica
- "Entretingut batibull, molt bé escrit. Malgrat tractar del trillat tema del retrobament d'amics, es tracta d'una agradable sorpresa, fa riure i descobreix a Flynn Boyle com una cruel troballa"[4]
- "Sorprèn la intel·ligent manera amb què fuig del previsible, del gag de fàcil riallada i la concessió al públic gruixut (...) Un encert"[5]